# Символи префектури Івате

## Символи префектури
|         |  |  |        |
| Емблема |  |  | Прапор |

- Емблема префектури

Емблема префектури Івате — стилізоване зображення ієрогліфа 岩 (іва), першого знаку в назві префектури. Емблема символізує багатство жителів і розвиток Івате. Цей префектурний символ був затверджений 1964 року префектурною ухвалою. Інколи емблема префектури називається «префектурним гербом».
- Знак-символ префектури

Окремий знак-символ префектури Івате відсутній. Зазвичай, емблема використовується як знак-символ префектури.
- Прапор префектури

Положення про прапор префектури Івате були затверджені 1965 року. Відповідно до них, співвідношення сторін прапора дорівнює 2 до 3. У центрі розміщується емблема префектури, яка дорівнює 3/5 висоти полотнища. Колір прапора — зелено-сіруватий, а емблеми — білий.
- Дерево префектури

Червона сосна Намбу (Pinus densiflóra) — типовий представник флори Івате. Вона росте, як правило, на пагорбах і скелях. Деревина сосни смолиста, тому відшліфовані вироби з неї мають неповторний блиск. З 1966 року сосну затверджено деревом префектури Івате.
- Квітка префектури

Квітка-символ префектури Івате — павловнія (Paulownia tomentosa). Місцеві квіти мають яскравий бузковий колір і відомі в Японії як «павловнія Намбу». Розцвітають вони у травні, розносячи округою запашний аромат. 1955 року павловнія була затверджена квіткою префектури.
- Птах префектури

Птахом-символом Івате є японський фазан (Phasianus versicolor). Він поширений на всій території префектури. Самці мають блискучк чорно-зелене пір'я і довгий хвіст, а самиці — блідо-жовте пір'я з чорними плямами. Фазана було обрано птахом префектури у 1965 році шляхом опитування мешканців Івате.
- Морський символ префектури

Лосось Намбу (Oncorhynchus keta）) вважається символом префектури Івате. Ця риба сягає в довжину 1 метра, а її тіло подібне до форми веретена. Восени лосось іде на нерест, пливучи проти течії до верхів'я річок. В цей період в префектурі прийнято влаштовувати лови цієї риби. Лосося було затверджено морським символом префектури 1992 року.